# Cremolada
La cromolada es una bebida helada de consistencia espesa típica de la gastronomía peruana.

## Descripción

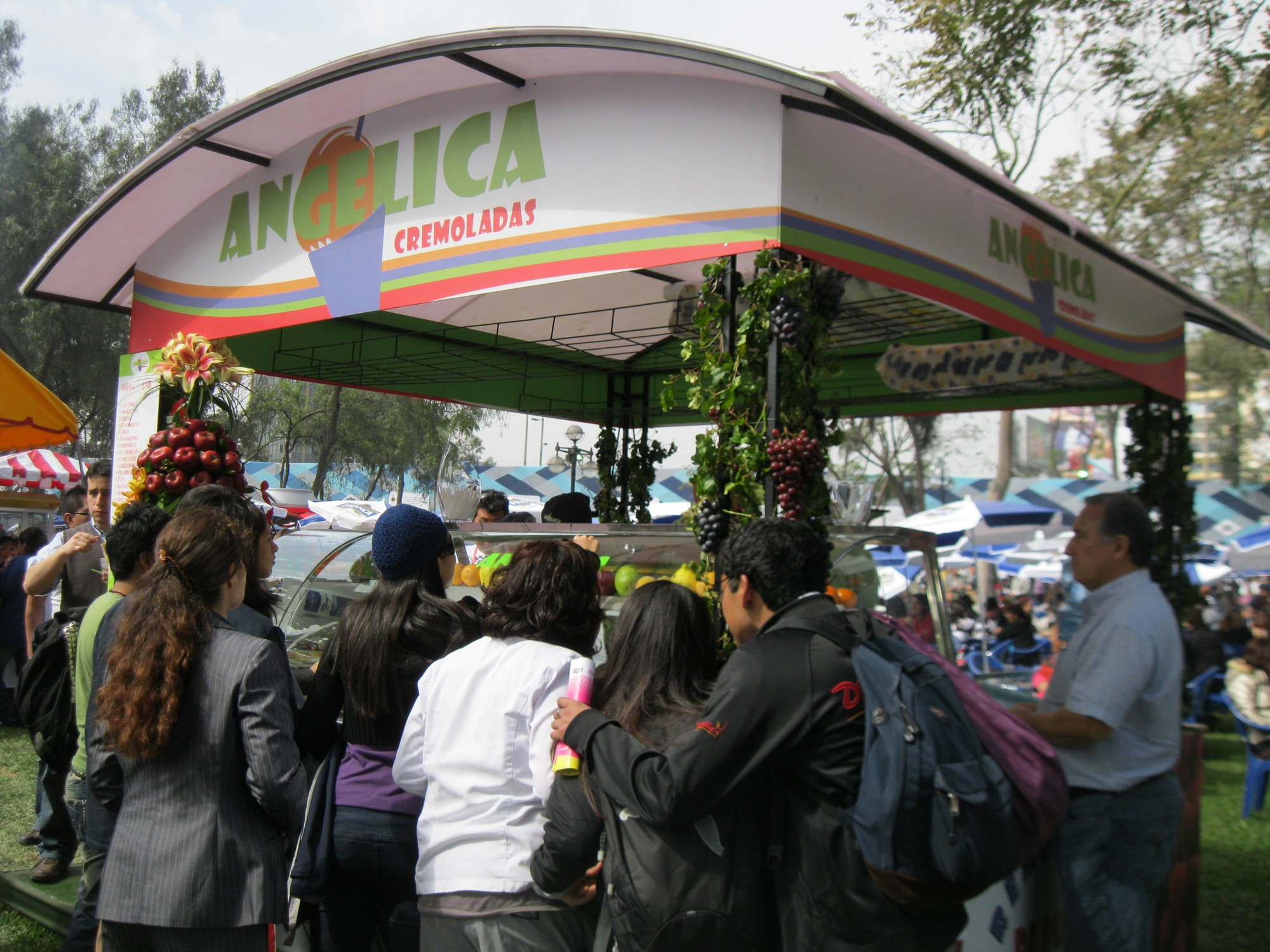
Puesto de cremoladas en Mistura 2010.

La cremolada es un derivado de los jugos de fruta, similar al sorbete, que se prepara haciendo congelar el jugo hasta formar hielo, para luego machacarlo o licuarlo suavemente y formar un líquido espeso que se sirve en vasos. Es popular en las épocas de verano y se suelen utilizar frutas de temporada. Un preparado similar es la raspadilla.